# San Clemente (film)
Pour les articles homonymes, voir San Clemente.
Pour plus de détails, voir Fiche technique et Distribution.
San Clemente est un  documentaire français réalisé par Raymond Depardon et Sophie Ristelhueber, tourné dans l'asile psychiatrique de San Clemente, situé sur une île de la lagune de Venise. Après un premier reportage photographique en 1977, Raymond Depardon retourne à San Clemente en 1980 alors qu'il est question de fermer l'institution.

## Synopsis
Les patients de l'asile de San Clemente déambulent sous le regard complice de la caméra de Raymond Depardon. Caméra à l'épaule, souvent filmé en plan séquence, ce film est une évocation poétique de la vie dans cet ancien monastère converti en asile psychiatrique.

## Fiche technique
- Titre : San Clemente
- Réalisation : Raymond Depardon et Sophie Ristelhueber
- Prise de vue : Raymond Depardon
- Prise de son : Sophie Ristelhueber
- Monteur : Olivier Froux
- Production : Double D Copyright Films
- Genre : documentaire
- Durée : 100 minutes
- Date de sortie en France : 1982